# Domenico Minutoli
Domenico Minutoli (Messina, 11 gennaio 1947 – Messina, 23 maggio 2023) è stato un attore italiano.

## Biografia
Conseguì gli studi di maturità artistica, lavorando fin da giovane come attore teatrale, televisivo e cinematografico. Recitò a fianco di attori come Massimo Dapporto, Roberto Benigni e Gigi Proietti. 
Inoltre, diresse alcuni spettacoli teatrali.

## Filmografia
- Il corso delle cose, regia di Pino Passalacqua
- I racconti del maresciallo, episodio Il barboncino bianco, regia di Giovanni Soldati
- Volevo i pantaloni, regia di Maurizio Ponzi
- Cane sciolto 2, regia di Giorgio Capitani
- Johnny Stecchino, regia di Roberto Benigni
- S.P.Q.R. - 2000 e ½ anni fa, regia di Carlo Vanzina
- Il maresciallo Rocca, 1 episodio, regia di Giorgio Capitani
- Non parlo più, regia di Vittorio Nevano
- Un prete tra noi (6 episodi) Regia Giorgio Capitani
- Dio c’è, regia di Alfredo Arciero
- Vado e torno, regia di Vittorio Sindoni
- I fetentoni, regia di Alessandro Di Robilant
- Gian Burrasca, episodio L'ora illegale, regia di Alessandro de Sanctis
- Fantozzi 2000 - La clonazione, regia di Domenico Saverni
- Il commissario Montalbano episodio L'odore della notte, regia di Alberto Sironi
- L'ultimo padrino, regia di Marco Risi
- Il capo dei capi, regia di Enzo Monteleone
- R.I.S. 4 - Delitti imperfetti, regia di Pier Belloni, episodio 4x05
- Il generale Dalla Chiesa, regia di Giorgio Capitani
- Distretto di Polizia 8, regia di Alessandro Capone, episodio Il tempo che ci resta
- Don Matteo 4, episodio La legge del caso
- La versione di Barney, regia di Richard J. Lewis